# Pamela Eldred
Pamela Anne Eldred, née le 21 avril 1948 dans le township de West Bloomfield au Michigan aux États-Unis et morte le 12 juillet 2022, est couronnée Miss Detroit en 1969, puis Miss Michigan (en) 1969 et enfin Miss America 1970.

## Source de la traduction
- (en) Cet article est partiellement ou en totalité issu de l’article de Wikipédia en anglais intitulé « Pamela Eldred » (voir la liste des auteurs).